# Anton Schiffer (Maler)

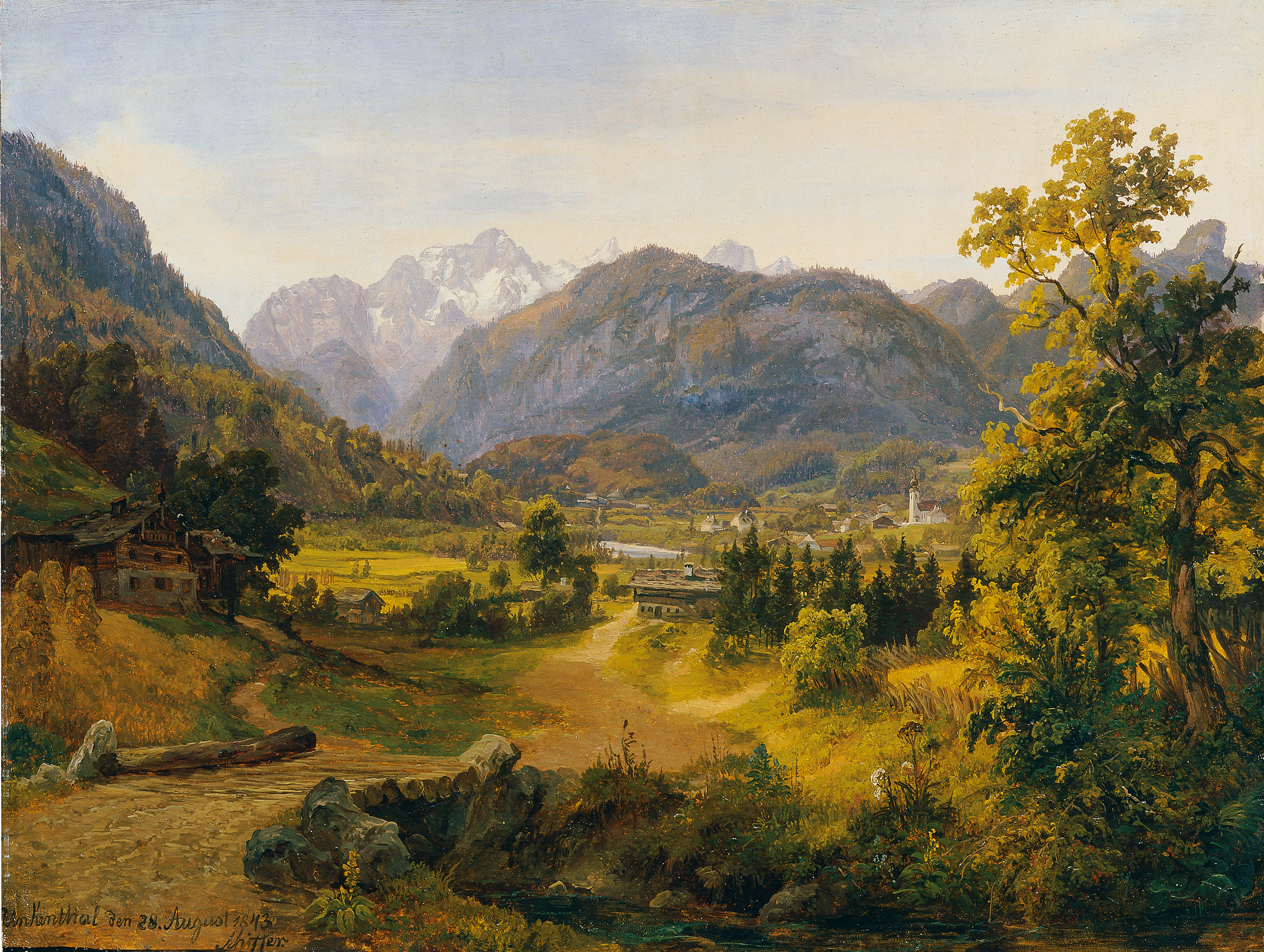
Das Unkental in Salzburg, Landschaft von Anton Schiffer, entstanden 1843

Anton Schiffer (* 18. August 1811 in Graz; † 13. Juni 1876 in Wien) war ein österreichischer Landschaftsmaler.
Anton Schiffer war ein Sohn des Theatermalers Franz Joseph Schiffer, der in Klagenfurt und Bruck an der Mur tätig war. Sein Großvater war der Barockmaler Matthias Schiffer. 
Nachdem Anton Schiffer zuerst von seinem Vater unterrichtet worden war, studierte er von 1833 bis 1835 bei Leopold Kupelwieser an der Wiener Akademie. 1835 stellte er zum ersten Mal auf der Jahresausstellung der Akademie zwei Landschaftsgemälde aus. Seitdem beschickte er die genannte Ausstellung regelmäßig, ab 1852 auch die Monatsausstellungen des österreichischen Kunstvereins.
Anton Schiffer zählte zu den bedeutenden Landschaftsmalern seiner Zeit in Österreich. 